# Microdiores chowo
Microdiores chowo är en spindelart som beskrevs av Rudy Jocqué 1987. Microdiores chowo ingår i släktet Microdiores och familjen Zodariidae.
Artens utbredningsområde är Malawi. Inga underarter finns listade i Catalogue of Life.